# Гренландська германська мова
Гренла́ндська герма́нська мо́ва — зникла скандинавська мова, якою говорили норманські поселенці Гренландії до свого зникнення у 15 столітті. Мова відома завдяки 80 рунічним написам, багато з яких важко розпізнати на сьогоднішній день. Також невідомо, чи всі з них були вирізані людьми, народженими в Гренландії.

## Характеристика
У зв'язку з обмеженістю рунічного матеріалу досить важко визначити лінгвістичні особливості гренландської германської мови. Проте, є написи, що показують використання т на місці староскандинавського þ, таких як torir, а не þorir і tana, а не þana. Ця лінгвістична інновація має паралелі в західноскандинавських мовах у період пізнього середньовіччя. З іншого боку, гренландська, схоже, зберегіла деякі риси, які змінились в інших скандинавських. Це початкове hl та hr, яке залишилось лише в ісландській, і довгий голосний œ, який злився з æ в ісландській, але зберігся в норвезькій.

## Контакти з іншими мовами
Гренландська германська мова, як вважається, мала мовний контакт з гренландською інуїтською мовою, і залишила запозичення в ній. Зокрема, гренландське слово Kalaaleq (раніше Karaaleq), що означає «гренландець», як вважають, походить від слова skrælingr, скандинавського терміна, яким нормани називали людей, яких вони зустрічали в Північній Америці. Крім того, є думка, що слово kona, що означає «жінка», має скандинавське походження.

## Зникнення
Наявні дані не дають змоги встановити час зникнення мови, швидше за все, вона зникла разом з етнічною групою, яка нею говорила, тобто в 15 столітті. Зникнення скандинавських поселенців пов'язують з погіршенням клімату та конфліктами з інуїтами.

## Приклад мови

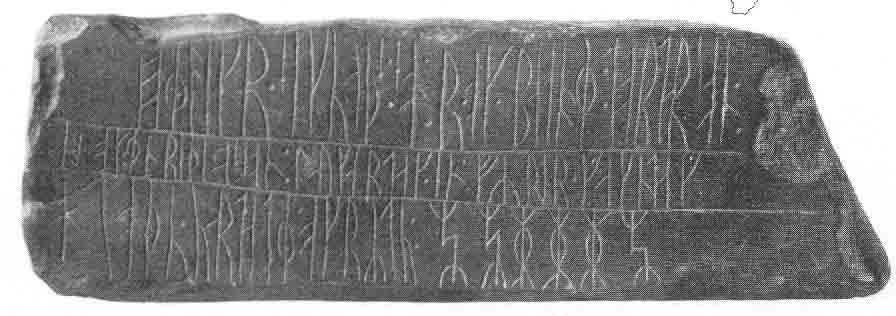
Рунічний камінь Кінґіторсуак

Текст з рунічного каменю Кінґіторсуак, знайденого неподалік міста Упернавік, датується 14 століттям.
| Напис el=likr * sikuaþs: so=n: r * ok * baan=ne: torta=r son : ok enriþi * os son: laukardak*in: fyrir * gakndag: hloþu * ua=rda te * ok rydu | Український переклад Еллікр Сіккуатсонр і Баане Тортарсон: і Енріті Оссон, субота перед Днем благання: зробили цю кам'яну піраміду і поїхали(?) |  |